# Olmsteadite
La olmsteadite è un minerale.